# Антропов, Константин Григорьевич
Константи́н Григо́рьевич Антро́пов (11 октября 1950 — 10 июня 2021) — автогонщик, мастер спорта СССР международного класса по автомобильному спорту, тренер и педагог по автомобильному и мотоциклетному спорту. Спортивный судья 1 категории. Ветеран труда России. Многократный победитель и призёр международных, российских и региональных спортивных соревнований по автомобильному спорту. Принимал непосредственное участие в разработке опытных образцов спортивных автомобилей работая на «ИжАвто» в 1972—1989 г.г.

## Биография и спортивные достижения
Антропов Константин Григорьевич  - родился 11 октября 1950 года, в деревне Соколовка Сарапульского района Удмуртской Республики.
Его отец работал водителем и маленький Костя с самого детства увлекся автомобилями.
С 7 лет он уже умел управлять автомобилем.
Окончив школу Константин поступил учиться в Сарапульский техникум. В юности увлёкся спортом, стал кандидатом в мастера спорта по лыжным гонкам.
1969-1971 проходил службу в армии, состоял в инженерных войсках в Свердловской области и в Германии.
С 1976 года стартовал в международных соревнованиях по ралли. В декабре 1978 года выиграл ралли «Русская зима», финальный этап Кубка Дружбы социалистических стран по ралли, главного раллийного турнира стран СЭВ. Эта победа стала важным вкладом в выигрыш в том сезоне сборной СССР командного зачёта, в сложной борьбе с сильной сборной ЧССР. Она стала единственной в Кубке Дружбы для него, и для автомобиля Иж-2125 «Комби», на котором он выступал. В 1981 году занял второе место в престижной «Гонке звёзд» по зимним трековым автогонкам на призы журнала «За рулём». Этот результат стал лучшим для него в этих соревнованиях, а также для модели Иж-2125 «Комби», на которой он выступал.
1979-1984 год Константин окончил Московский государственный институт физкультуры и спорта.
Антропов внёс значительный вклад в автомобильный спорт СССР и России. Антропов являлся уникальным специалистом и человеком, формирующим понимание и привязанность к автомобильному спорту у подрастающего поколения, а также оказывая поддержку и помощь спортсменам и деятелям автоспорта.
Являлся почетным членом РОО "Федерация автомобильного спорта Удмуртской Республики" и авторитетом среди спортсменов.
Скончался 10 июня 2021 года.
В 2021 году РОО "Федерация автомобильного спорта Удмуртской Республики" ходатайствовала о присвоении Антропову Константину Григорьевичу звания "Почетный гражданин Удмуртской Республики".

### Профессиональная карьера
- 16.02.1972 принят в ГКБ автомобилестроение №336 слесарем-испытателем 4 разряда на Ижевский Машиностроительный завод  (Автозавод)
- 1973 - переведен на водителя испытателя 4 разряда
- 01.06.1974 году переведен в ЦКБ №36  водителем-испытателем 4 разряда
- 1976 – назначен водителем испытателем 5 разряда
- 1977- назначен водителем испытателем 6 разряда
- 1987 – назначен начальником лаборатории и директором детско-юношеской спортивной мотошколы
- 1989 – инженер-испытатель 1 категории
- 1997 – 2002 – начальник раллийной команды в Ижевской автотранспортном предприятии в ДАО «Спецгазавтотранс»
- 2002 – директор АНО «ИНМУ ЦВВМ» (АНО «Ижевский научно методический учебный центр высшего водительского мастерства» )
- 2004 – зам. директора по учебной части  в НОУ «ШВВМ» (негосударственное образовательное учреждение школа высшего водительского мастерства)
- 2008-2015 - директор НОУ «ИНМУ ШВВМ «ИТС»
- С 2015 года Константин Григорьевич читает лекции, проводит индивидуальные занятия, консультирует спортсменов и обучает водителей в частном порядке.

Свою трудовую деятельность Константин Григорьевич начал после возращения из армии в 1972 году на  Ижевском автозаводе (Ижевском машиностроительном заводе).
Стал водителем-испытателем и спустя 8 месяцев, завоевал свой первый спортивный разряд по автомобильному спорту. Уже  в 1976 занял 1 место на Чемпионате РСФСР  и до 1980 года выступал на международных соревнованиях в составе сборной СССР.  У Антропова Константина в копилке побед более 32 завоёванных призовых мест в Международных, Российских и региональных спортивных соревнованиях по автомобильному спорту. Звание Мастер спорта России международного класса (МСМК). Принимал непосредственное участие в разработке опытных образцов спортивных автомобилей работая на Автозаводе г.Ижевска с 1972-1989гг.
С 1976 года начал судейскую карьеру и продолжал эту деятельность до самой смерти. Являлся спортивным судьей 1 категории по автоспорту.
В 2002 году Антропов становится директором центра высшего водительского мастерства в Удмуртской Республике — структурного подразделения центра Цыганкова Эрнеста Сергеевича.
«При разработке собственной уникальной методики контраварийной подготовки для водителей, я использовал опыт автоспортсменов, в том числе Константина Антропова.
Константин Антропов — уникальный педагог и тренер, он превратил собственный спортивный опыт в технологии мастерства и безопасности для непрофессиональных водителей и начинающих спортсменов. Мастер класс Константина Антропова — это произведение педагогического искусства, а его демонстрации на автомобилях с любым типом привода вызывают восхищение даже опытных профессионалов»
                                                                                                                      (Э.С.Цыганков)
По поручению Цыганкова Антропов отправлялся в командировки для подготовки курсантов Центра высшего водительского мастерства в разных уголках России: Омск, Красноярск, Новосибирск, Иркутск, Самара , Казань, Нижний Новгород, Пермь, Челябинск, Уфа и пр.
Последующие годы до 2015 года Антропов возглавляет «Школу высшего водительского мастерства» в городе Ижевск.
За 15 лет ведения тренерской и преподавательской деятельности Антропова К. Г. в центре и школе «высшего водительского мастерства» подготовку прошли более 2000 человек.[значимость факта?]

### Спортивные звания
- 3 разряд - октябрь 1972 год
- 2 разряд- февраль 1973 год
- 1 разряд - октябрь 1973 год
- Кандидат в Мастера спорта (КМС) -  выполнил 04-07.06.1976, присвоено 15.10.1976
- Мастер спорта (МС) - выполнил 1976, присвоено 04.10.1977
- Мастер спорта Международного класса (МСМК) - выполнил 1977, присвоено  27.05.1980

### Спортивная статистика спортсмена
- 30.12.1973 Первенство г. Ижевск по ипподромным гонкам 15 место
- 12.1973 Ипподромные автогонки на приз «Ижмаш» 6 место
- 08.03.1973 Скоростное маневрирование 2 место
- 22.04.1973 Первенство завода по скоростному маневрированию 5 место
- 01.1973 Ралли Удмуртия 8 место
- 06.05.1973 Ралли Удмуртия 7 место
- 1974 Первенство г. Ижевск по ипподромным гонкам 7 место
- 12.1974 Ипподромные гонки на приз «Ижмаш» 3 место
- 06.1976 Ралли «Ижевск 76» 4 место 2 группа
- 02.1976 Зимнее командное ралли на кубок СССР 17 место 1 группа
- 6-7.03.1976 Ралли «Удмуртия 76» 2 место 2 группа
- 7-9.5.1976 Ралли «Москвич 76» 12 место
- 4-7.06.1976 Чемпионат РСФСР по ралли г. Челябинск 1 место 1 группа Экипаж Антропов К. Г., Штин С. А.
- 5-8.08.1976 Чемпионат СССР 1976 14 место
- 23-24.10.1976 Авторалли «Руденс 76» 2 место
- 12.1976 Международное ралли «Русская зима» 4 место Абс. 2 группа Экипаж Антропов К. Г., Паращенко Геннадий Сергеевич
- 12.1976 Ипподромные гонки на приз «Ижмаш» 5 место
- 01.1977 Полуфинал СССР по ипподромным гонкам 9 место
- 02.1977 Финал РСФСР по Ипподромным гонкам 2 место, г. Калинин
- 02.1977 Командный Кубок СССР-77 6 место 1 группа
- 03.1977 Первый этап СССР-77 4 место 2 группа
- 07.1977 Полуфинал РСФСР по ралли г. Красноярск 1 место 1 группа
- 08.1977 Финал РСФСР по ралли г. Тбилиси 1 место 1 группа
- 08.1977 Чемпионат СССР-77 по ралли 3 место 1 группа
- 11.1977 Второй этап СССР-77 по ралли, г. Таллин 3 место 2 группа, общее 3 место
- 12.1977 Международное ралли «Русская зима» 2 место Абс. 2 группа, Экипаж Антропов К. Г., Куковякин Вячеслав Сергеевич
- 12.1977 Ипподромные гонки на призы «Ижмаш» 3 место
- 01.1978 Ралли «Удмуртия- 78» 1 место Абс. 1 группа
- 01.1978 Чемпионат РСФСР по ипподромным гонкам 5 место
- 01.1978 Ипподромные гонки на призы журнала «За рулем» (гонка звезд) 5 место
- 02.1978 Командный Кубок СССР-78 4 место
- 03.1978 Ипподромные гонки на призы «Вечерняя Пермь» 1 место 2 группа
- 04.1978 Чемпионат СССР-78, 1 этап 8 место 2 группа
- 06.1978 Чемпионат РСФСР-78, г. Свердловск 3 место
- 07.1978 Ралли «Ижевск-78» 3 место 1 группа
- 09.1978 Автокросс «Старты надежд» 1 место
- 09.1978 Чемпионат СССР-78, 2 этап 8 место 2 группа
- 12.1978 Международное ралли «Русская зима» 1 место Абс. 2 группа Экипаж Антропов К. Г., Куковякин Вячеслав Сергеевич
- 12.1978 Ипподромные гонки на приз «Ижмаш» 1 место
- 01.1979 Чемпионат РСФСР по ипподромным гонкам, г. Пермь 1 место
- 02.1979 Чемпионат СССР по ипподромным гонкам 6 место
- 02.1979 Ипподромные гонки на призы журнала «За рулем» (гонка звезд) 5 место
- 03.1979 Первый этап Чемпионата по ралли, г. Рига 2 место
- 05.1979 Чемпионат РСФСР по ралли, г. Свердловск 5 место
- 06.1979 Ралли «Ижевск-79» 1 место
- 09.1979 Ралли «Татры ЧССР» сход
- 10.1979 Второй этап Чемпионата по ралли СССР-79 Сход
- 11.1979 Приз ПО «Ижмаш Финал» полуфинал 1 место
- 11.1979 Приз ПО «Ижмаш Финал» полуфинал 5 место
- 12.1979 Международное ралли «Русская зима-79» 2 место Абс. 2 группа Экипаж Антропов К. Г., Брум Анатолий Георгиевич
- 01.1980 Ралли «Удмуртия −80» 1 место
- 02.1980 Чемпионат РСФСР автодромные гонки 1 место
- 03.1980 Первый этап Чемпионата СССР-80 15 место
- 06.1980 Второй этап Чемпионата СССР-80 5 место
- 07.1980 Ралли «Таурус» Венгерская народная республика Сход
- 01-02.11.1980 Автокросс «Старты надежд» 2 место
- 19-21.12.1980 Международное ралли «Русская зима-80» 5 место Абс. 2 группа Экипаж Антропов К. Г., Санников Валерий Германович
- 27.12.1980 Ипподромные гонки на приз «Ижмаш» полуфинал 2 место
- 27.12.1980 Ипподромные гонки на приз «Ижмаш» полуфинал 4 место
- 10.01.1981 Ипподромные гонки на призы журнала «За рулем» (гонка звезд) 2 место
- 01.1981 Чемпионат РСФСР по ипподромным гонкам, г. Калинин 5 место
- 09.11.1981 Ралли «Загсенринг», Германия 8 место Абс.
- 19-21.12.1981 Чемпионат РСФСР по ипподромным гонкам 5 место
- 04.1983 Второй этап Чемпионат СССР «Клайпеда», Литва 9 место
- 23-26.06.1983 Чемпионат РСФСР по ралли, г. Ярославль 1 место Экипаж Антропов К. Г., Коломиец Геннадий Григорьевич
- 09.09 по 03.10.1983 Лично командный Чемпионат СССР по кроссу на легковых автомобилях, высшая лига, г. Тольяти 4 место 1 группа
- 15-16.10.1983 Чемпионат СССР по ралли, высшая лига г. Пыльва, Эстония сход
- 5-8.01.1984 Межобластные трековые гонки за призы газеты «Вечерняя Пермь» 7 место
- 12-15.01.1984 Личный Чемпионат РСФСР по трековым ипподромным гонкам, г. Пермь 6 место
- 20-21.01.1984 «Вастларалли» сход
- 14-19.02.1984 Личный Чемпионат СССР по трековым автогонкам, г. Горький, Полуфинал 1 место , Финал 6 место
- 2001 — 2 место на гонке ветеранов по кроссу в г. Тольятти
- 2006 — 2 место на гонке ветеранов в г. Чусовой «Ермак» на автомобиле Ситроен, который предоставил Сергей Успенский
- И прочие соревнования по автомобильному спорту.

_____________________________________________
*1 группа — стандартные автомобили, 2 группа- форсированные автомобили

## Семья
Жена - Зинаида Григорьевна
Дети - Елена и Ирина
Внуки - Елизавета и Федор